# 에스트레초역
에스트레초역(스페인어: Estrecho)은 마드리드 지하철 1호선의 역이다. 마드리드 테투안 구의 브라보 무리요 거리와 프랑코스 로드리게스 거리의 교차로에 위치해 있으며, 이름은 주변 지역명인 '에스트레초'에서 따왔는데, 이는 스페인어로 해협을 뜻하는 것으로 실제로는 지브롤터 해협을 가리키는 명칭이다. 요금구역상으로는 A구역에 속한다.

## 역사
1929년 3월 6일 1호선이 테투안 역까지 연장 개통되면서 개업하였다. 처음에는 60m 길이의 승강장이었으나 나중에 90m로 확장되었다.
2016년 7월 3일부터 1호선 도심구간에 해당되는 플라사 데 카스티야-시에라 데 과달루페 구간이 시설정비 공사로 임시 운행중단되면서 이 역도 영업을 중단하였다. 공사 작업 완료일은 2016년 11월경이 될 것으로 예측되었으나, 불편을 줄이기 위해 먼저 공사가 끝난 구간만 우선운행하기로 결정되었다. 따라서 같은해 9월 14일에 플라사 데 카스티야-콰트로 카미노스 구간 / 알토 델 아레날-시에라 데 과달루페 구간이 운행을 재개하였고, 이 역도 다시 문을 열었다.

## 환승 정보
역 주변에는 시내버스 정류장이 네 곳 정도 있으며, 야간 버스 노선도 일부 운행된다.
| 마드리드 지하철           | 마드리드 지하철       | 마드리드 지하철     |
| ------------------------- | --------------------- | ------------------- |
| 테투안 피나르 데 차마르틴 | 마드리드 지하철 1호선 | 알바라도 발데카로스 |